# 鈴木ヒロミツ
鈴木 ヒロミツ（すずき ひろみつ、1946年〈昭和21年〉6月21日 - 2007年〈平成19年〉3月14日）は、歌手、俳優、タレント。所属事務所はホリプロであった。本名は鈴木弘満（読みは同じ）。

## 来歴・生涯
満洲生まれ。私立芝高等学校卒業。武蔵大学経済学部中退。東京都文京区旧・小日向台町出身。
1967年にデビューしたザ・モップス（実弟のスズキ幹治がドラムス担当）のボーカリストとして芸能界入り。モップス時代は「鈴木ひろみつ」「鈴木博三」とも表記。
ザ・モップスが1974年に解散して以降、俳優・タレントとして活躍。1971年に放映されたモービル石油（現：ENEOS）のCM「のんびり行こうよ」編ではCM演出家の木村俊士とともにガス欠のクラシックカーを押す青年の役を演じ、昭和の名CMの一つとなった。1974年からTBSで放送された大映テレビ製作のドラマ『事件狩り』への出演に引き続き、刑事ドラマ『夜明けの刑事』『新・夜明けの刑事』『明日の刑事』ではうだつの上がらない刑事役でレギュラー出演し、エンディング・テーマ曲も担当した。
芸能界きっての美食家としても知られており、紀行番組のグルメリポーターとしても活躍。2002年に自らが堪能した絶品料理を紹介した単行本『食わずに死ねるか!』を出版した。
NHK教育テレビで、中学生向けの英語番組の司会も担当していた。
また、大の中日ドラゴンズのファンで（実の母親が名古屋市生まれだった）、東海テレビのドラゴンズ応援番組『ヒロミツのスーパードラゴンズ』（『ドラゴンズHOTスタジオ』の前身）ではメイン司会を務め、多くの選手や首脳陣と親交があった。しかし番組内で「こんなことなら、星野ドラゴンズって名前を変えればいいんですよ」と星野仙一監督を批判し、この発言が原因で番組を降板している。
2007年3月14日午前10時02分、肝細胞癌のため東京都千代田区の病院で死去。60歳没。
医師の診察を受けた際には既に病状が進行しており、告知も冷静に受け止めた。入院治療より家族とともに過ごすことを選んだ。戒名は「美雄永満愛大喜善居士」で、その戒名は生前に決めていたと言う。戒名には自分の名や家族の名前の一部が入っており、家族を愛する気持ちが込められている。亡くなる1週間前に行ったインタビューと、病床で書いた妻と子供への手紙をまとめた単行本『余命三カ月のラブレター』が死後出版された。
鈴木ヒロミツの死去を受けてモップス時代の盟友：星勝、長年の音楽仲間であった真木ひでと（オックス）、森田巳木夫（ザ・ジャガーズ）が故人との想い出を語った他、ギタリストの三根信宏も自らのサイトの日記にて鈴木ヒロミツを悼むコメントを記している。
死去の2ヵ月後に公開されたオムニバス映画『歌謡曲だよ、人生は』でヒロインの死病を告知する医師、同窓会の8ミリフィルム上映で小学生時代を回顧する初老男性の2役で出演しているが、撮影は自身が告知を受ける前だったといわれる。
一周忌を過ぎた2008年4月23日に、鈴木の所属していたホリプロの後輩である和田アキ子のデビュー40周年記念CDアルバム『わだ家』に、鈴木がボーカルを務めたモップスの代表曲「たどりついたらいつも雨ふり」の鈴木と和田のデュエットバージョンが収録される。生前の鈴木の歌声に和田が新たに歌をオーバー・ダビングした。
鈴木が死去直後に和田が自身のラジオ番組『アッコのいいかげんに1000回』で「ヒロちゃんはホリプロで一番古い先輩で、私がデビュー直前から現在まで本当によくかわいがってもらっていて、芸能生活が長くなってからも私を叱ったり注意してくれたのもヒロちゃんだけだった。お見舞いに行ったときに自分が生きてる間にもう一度桜の花が見たいなって言ってたけど、咲く前に亡くなってしまってほんと悔しかった。」などと鈴木との思い出話を番組内で語った。

## ディスコグラフィ

### シングル
| 枚                                     | 発売日            | タイトル                             | 収録曲 | 規格品番          |
| 東芝EMI / EXPRESS                      | 東芝EMI / EXPRESS | 東芝EMI / EXPRESS                    | 東芝EMI / EXPRESS | 東芝EMI / EXPRESS |
| -------------------------------------- | ----------------- | ------------------------------------ | --- | ----------------- |
| 1st                                    | 1975年11月20日    | でも、何かが違う                     | 1. でも、何かが違う 作詞：マチ・ロジャース 作曲：マチ・ロジャース 編曲：あかのたちお 2. 虹 作詞：津坂浩 作曲：ジョニー大倉 編曲：松井忠重 | ETP-20200         |
| 2nd                                    | 1976年11月5日     | 何処かで失したやさしさを             | 1. 何処かで失したやさしさを 作詞：マチ・ロジャース 作曲：マチ・ロジャース 編曲：小六禮次郎 2. 立ち止まれば青春 作詞：小六禮次郎 作曲：小六禮次郎 編曲：小六禮次郎 | ETP-10130         |
| 3rd                                    | 1977年11月5日     | 愛に野菊を                           | 1. 愛に野菊を 作詞：岡田冨美子 作曲：マイケル・ホルム 編曲：小笠原寛 2. もう一度夜があけるなら 作詞：鈴木ヒロミツ 作曲：鈴木ヒロミツ 編曲：小六禮次郎 | ETP-10331         |
| サウンテイシア ミュージック プロダクツ |                   |                                      | |                   |
| 4th                                    | 1996年12月16日    | たどりついたら雨ふりだけじゃなかった | 1. たどりついたら雨ふりだけじゃなかった 作詞：Bro.TOM 作曲：Bro.KORN 編曲：OHAYO! PLAYERS are Bro.KORN, Bro.SHELL & Bro.KEN KEN 2. たどりついたらいつも雨ふり (NEW VERSION) 作詞：吉田拓郎 作曲：吉田拓郎 編曲：OHAYO! PLAYERS are Bro.KORN, Bro.SHELL & Bro.KEN KEN | XYDA-10010        |

### アルバム

#### オリジナルアルバム
| 枚                | 発売日            | タイトル          | 規格              | 規格品番          | 備考              |
| 東芝EMI / EXPRESS | 東芝EMI / EXPRESS | 東芝EMI / EXPRESS | 東芝EMI / EXPRESS | 東芝EMI / EXPRESS | 東芝EMI / EXPRESS |
| ----------------- | ----------------- | ----------------- | ----------------- | ----------------- | ----------------- |
| 1st               | 1976年9月20日     | 永遠の輪廻        | LP                | ETP-72205         |                   |

### 参加楽曲
| 発売日 | 商品名             | 歌           | 楽曲                                 | 備考                                                   |
| ------ | ------------------ | ------------ | ------------------------------------ | ------------------------------------------------------ |
| 1981年 | ヤットデタマンの歌 | 鈴木ヒロミツ | 「ヤットデタマン・ブギウギ・レディ」 | フジテレビ系アニメ『ヤットデタマン』エンディングテーマ |

### その他
- 妹と二人（1973年8月、キャニオン、A-167）-　せんだみつおのシングル「ダメな男のロック」B面の作詞とプロデュース

### タイアップ曲
| 楽曲                                 | タイアップ                                                             | 収録作品                                         |
| ------------------------------------ | ---------------------------------------------------------------------- | ------------------------------------------------ |
| でも、何かが違う                     | TBS系『夜明けの刑事』主題歌                                            | シングル「でも、何かが違う」                     |
| 何処かで失したやさしさを             | TBS系『夜明けの刑事』主題歌                                            | シングル「何処かで失したやさしさを」             |
| 愛に野菊を                           | TBS系『明日の刑事』主題歌                                              | シングル「愛に野菊を」                           |
| たどりついたら雨ふりだけじゃなかった | 文化放送『電リクときめき倶楽部〜フォーエバーヤング』エンディングテーマ | シングル「たどりついたら雨ふりだけじゃなかった」 |

## 出演

### テレビドラマ
- 時間ですよ2 →  時間ですよ3（TBS） - 猫田
- アイちゃんが行く!（フジテレビ） - ゴロー
- 河を渡ったあの夏の日々（1973年10月6日、NHK総合） - 敏夫
- 事件狩り（1974年、TBS） - 谷口六郎
- 夜明けの刑事（1974年、TBS） - 小林敦刑事
- 松本清張シリーズ・愛の断層（1975年、NHK総合） - めがね屋店員
- 火曜日のあいつ（1976年、TBS） - まこと
- 赤い衝撃（1976年、TBS、第9話ゲスト） - 鈴木ヒロミツ（本人）
- 新・夜明けの刑事（1977年、TBS） - 小林敦刑事
- 赤い激流（1977年、TBS） - サブロー
- 明日の刑事（1977年、TBS） - 小林敦刑事
- 土曜ワイド劇場（テレビ朝日）
  - 図ぶとい奴・危険な賭け」（1978年）
  - 牟田刑事官事件ファイル14（1991年）
  - 受験戦争殺人時代（1994年） - 浅井裕幸
  - ラーメン刑事「龍」の殺人推理2（2001年） - 岩井健
  - 覗く女 実況中継された連続殺人!（2002年） - 井原良三
  - フリー女子アナの殺人リポート（2004年） - 藤木警部
  - 殺人逃亡者の妻（2004年） - 鈴木利夫
  - 女警察署長（2009年）[2] - 大野木副署長
- 風鈴捕物帳（1978年 - 1979年、テレビ朝日・東映） - 熊
- 噂の刑事トミーとマツ第35話（1980年、TBS） - 大木寅吉
- 土曜ドラマ（NHK総合）
  - 君はまだ歌っているか（1981年） - 田代
- 秘密のデカちゃん（1981年、TBS） - 秋葉刑事
- 桃太郎侍 第232話「嫁にするなら錦絵の女」（1981年、日本テレビ・東映）
- 玉ねぎむいたら…（1981年、TBS） - 作田紀之
- 悦子逆転 （1982年、フジテレビ）
- 六月の危険な花嫁（1982年、TBS・大映テレビ） - 野路清
- 婦警さんは魔女（1983年、TBS） - 上松刑事
- ぐうたらママ2（1983年、フジテレビ）
- 火曜サスペンス劇場（日本テレビ）
  - 青い幸福（1983年、 東映） - 田代刑事
  - 密閉島（1988年8月、日本映像） - 岩木
  - となりの女（1996年9月3日） - 北沢功[3]
  - 小京都ミステリー27「奥州嫁姑殺人事件」（2000年、大映テレビ） - 島本宏一
- 若き血に燃ゆる〜福沢諭吉と明治の群像（1984年、TX）
- サザエさんVS意地悪ばあさんVSいじわる看護婦（1984年、フジテレビ）
- 青い瞳の聖ライフ（1984年、フジテレビ）
- 月曜ドラマランド「もーれつア太郎」（1985年、フジテレビ） - ナマケ大作
- 特命刑事ザ・コップ（1985年、朝日放送） - 金崎弘美刑事
- のン姉ちゃん・200W（1985年） ‐ 権藤金作
- 誇りの報酬（1986年、日本テレビ） - 堀井久
- 水曜ドラマスペシャル「東京-金沢誘惑旅行」（1987年、TBS） - 竹内英介
- 明日に向かって走れ!（1989年、フジテレビ） - 石渡教頭
- 世にも奇妙な物語『ボクの好きな先生』（1991年、フジテレビ）
- デパート!夏物語（1991年、TBS） - 三田幸弘
- 裸の大将 第49話「僕にはお化けが見えるので」（1991年、KTV / 東阪企画） - 警官
- 私の生徒は12人（1992年、TBS） - 江藤隆介
- デパート!秋物語（1992年、TBS） - 三田幸弘
- HOTEL （TBS）
  - 第2シリーズ 第1話「昇進の順番」（1992年）- 千田
  - 第3シリーズ 第5話「要注意のお客さま」（1994年）- 石黒
  - 第4シリーズ 第7話「お客さまは逃亡者⁈」（1995年）
- 闇を斬る!大江戸犯科帳（1993年、NTV・ユニオン映画） - 一色密偵・伝六
- 江戸を斬る第8部（1994年、TBS・C.A.L） - 原田喜左ヱ門
- 水戸黄門 第23部 第22話「白いお髭の意地比べ・萩」（1995年、TBS・C.A.L） - 押尾喜太夫
- ビーロボカブタック （1997年、テレビ朝日） - 小金井太郎
- 月曜ドラマスペシャル（TBS）
  - 『早乙女千春の添乗報告書5 萩・津和野湯けむりツアー殺人事件』（1997年9月22日） - 萩資料館社長
  - 『カードGメン・小早川茜2 消せない過去』（2001年1月22日） - 吉村孝
- ドーラク弁護士（1999年、フジテレビ） - 坪井
- 金曜エンタテイメント（フジテレビ）
  - 「ナースな探偵3」（2000年） - 影山久作
  - 「女ざかり!!区役所の名探偵」（2001 ‐ 2002年） ‐ 櫟山刑事
  - 「赤い霊柩車シリーズ14」（2001年） - 村山二郎
  - 「京都祇園入り婿刑事事件簿10」（2003年） - 権藤達矢
  - 「刑事調査官 玉坂みやこ」（2003年） - 長谷部邦雄
  - 「津軽海峡ミステリー航路3」（2004年） ‐ 武田勇太郎
  - 「外科医 鳩村周五郎1」（2004年） - 相原重雄
  - 『浅見光彦シリーズ21 熊本・菊池伝説殺人事件』（2005年） - 丸山警部
- リモート（2002年、日本テレビ） - 交通課課長
- 夢のカリフォルニア（2002年、TBS） - 庄田
- 天罰屋くれない 闇の始末帖（2003年、テレビ朝日） - 茂助
- 農家のヨメになりたい（2004年、NHK総合） - 大柴哲也
- 女と愛とミステリー（テレビ東京）
  - 「捜査検事・近松茂道2」（2003年） - 小野寺係長
  - 「事件記者 浦上伸介3」（2004年） - 牧田刑事
  - 「滝警部補の事件日誌」（2005年） - 黒坂和俊
- 水曜ミステリー9（テレビ東京）
  - 「信濃のコロンボ事件ファイル7」（2005年） - 千原刑事部長
  - 「検察官キソガワ」（2005年） - 片山春樹
  - 「刑事吉永誠一 涙の事件簿5 約束の指切り」（2007年） - 比留間
- 暴れん坊将軍 春のスペシャル 「将軍生母襲撃! 一途な恋に生きる女」（2004年3月29日、テレビ朝日） - 蔦屋
- 富豪刑事（2005年、テレビ朝日、第9回ゲスト） - 八木信平
- 吾輩は主婦である（2006年、TBS） - 小沢昭一郎
- ボイスレコーダー〜残された声の記録〜ジャンボ機墜落20年目の真実（TBS、2005年8月12日放送）
- 赤い奇跡（TBS、2006年4月9日・4月10日放送） - 原田賢作
- 上条麗子の事件推理⑤(TBS、2006年4月17日放送） - 秋元健次
- 土曜プレミアム『新・美味しんぼ』（2007年、フジテレビ） - 勝一
- 金曜プレステージ『所轄刑事3・涙の生活安全課〜必死のアキバ捜査網〜』（2007年、フジテレビ） - 金沢大介 
  - 当作品は死去明後日の3月16日に放送されたため、タイトル冒頭に「鈴木ヒロミツさん追悼」とテレビ欄やテレビ局公式HPにて表記した。
- 月曜ゴールデン 『血痕(2)警科研・湯川愛子の鑑定ファイル』（2007年、TBS） - 樋口英一郎
- 山村美紗十三回忌特別企画「新・祇園芸妓シリーズ（3）京都花嫁衣裳殺人事件」（2008年2月、フジテレビ） - 徳丸刑事

### 映画
- 愛こんにちは（1974・東宝） -茂  ※未公開
- 伊豆の踊子（1974・東宝） -福田屋の板前
- お姐ちゃんお手やわらかに（1975年・東宝） - 目茂豚松
- 花の高2トリオ 初恋時代（1975年・東宝） - 警察官
- トラック野郎・御意見無用（1975年・東映） - トラック運転手「さすらいの童貞」荒金 勇次
- 正義だ!味方だ!全員集合!!（1975年、松竹） - 石毛
- 人間の証明（1977年10月8日・東映） - 喫茶店・ボーイ
- さらば映画の友よ インディアンサマー（1979年・ヘラルド・エンタープライズ） - ダメハツ
- 戦国自衛隊（1979年12月5日・東宝） - 西沢剛一士
- スローなブギにしてくれ（1981年・東映） - クイーンエリザベスの常連
- ねらわれた学園（1981年・東宝） - 店員・広志
- 日本フィルハーモニー物語 炎の第五楽章（1981年・エヌ・アール企画） - 三沢吾郎
- ロングラン（1982年、東宝） - 宮本昇
- えきすとら（1982年、松竹） - 菱山淳
- 三等高校生（1982年、東宝） - 岡田先生
- 刑事物語2 りんごの詩（1983年、東宝） - 船水
- ふるさと（1983年、松竹富士） - 杉山 
  - 文化庁優秀映画奨励賞受賞作品
- 哀しい気分でジョーク（1985年、松竹） - こいずみよしお
- 二十四の瞳（1987年、松竹） - 楽士
- 卒業プルーフ（1987年、東映クラシックフィルム） -大学職員
- ころがし涼太 激突!モンスターバス（1988年・シネ・ロッポニカ、にっかつ） - 九条部長
- 釣りバカ日誌（1988年・松竹） - 柏木（高松営業所課長）
- さくら-（1994年・ヘラルド・エース、「さくら」製作委員会） - 浩太
- 愛の新世界（1994年・東映アストロフィルム） - 医者
- お日柄もよくご愁傷さま（1996年・東映） - TVプロデューサー
- 新・居酒屋ゆうれい（1996年・東宝） - 豊造
- ニンゲン合格（1999年・大映） - 久留米
- 仮面学園（2000年・東映） - 出口大造
- 陰陽師II（2003年・東宝） - 平為成
- プチ美人とお金(2004年、NETCINEMA.TV)
- 憑神（2007年・東映） - 片山伊佐衛門
- 歌謡曲だよ、人生は（2007年） - 藤科文英

### 劇場アニメ
- シリウスの伝説（1981年） - マブゼ[4]
- MARCO 母をたずねて三千里（1999年） - ジョルジオ
- ぼくの孫悟空（2003年） - 猪八戒〈千里眼〉[5]

### ラジオ
- ヤングタウンTOKYO・鈴木ヒロミツ大放送 （1977年4月 - 1979年10月、TBSラジオ）
- マクドナルド ライブリクエスト（TBSラジオ）
- 歌謡大行進（1975年4月 - 1976年9月、文化放送） - 岡崎友紀と共演
- ヒロミツ・サッコの歌謡最前線（文化放送）
- 日立ハローサタデー（文化放送）
- 鈴木ヒロミツ危機一髪! ラジオよひらけ!ハッピッピ（1974年10月 - 1975年3月・1975年10月 - 1976年3月、ニッポン放送）
- ねらえ!サウンドライフ ビートルズ大全集（1976年10月 - 1977年3月、ニッポン放送）

### バラエティ
- わからん島（1972年・NHK総合「おかあさんといっしょ」の1コーナーに「モップス」として出演。同コーナー自体は半年で打切り）
- レッツゴーヤング（NHK総合）
- ズバリ!当てましょう（フジテレビ）※歴代司会では第1期・2期トータルで一番の短命（1980年1月〜3月）
- ハロー動物ファミリー（テレビ大阪）
- ものまね王座決定戦（フジテレビ）　-　審査員として出演
- なるほど!ザ・ワールド（フジテレビ）
- びっくらドン!（TBS）
- 一億人の歌謡曲（TBS）
- 夜はエキサイティング（テレビ東京）
- ためしてガッテン（NHK総合）　-　ゲスト
- カラオケトライアル（千葉テレビ）　-　司会

### 情報番組
- ヒロミツのスーパードラゴンズ（東海テレビ）
- ちちんぷいぷい（毎日放送、木曜月一回） - 準レギュラーで出演していた。
- ぶらり途中下車の旅（山手線編 2002年7月6日、日本テレビ） - 500回記念の旅人だった。
- 静岡発そこ知り（2006年9月21日、静岡放送）
- きらり九州（大分県編 2007年1月13日、TVQ九州放送）
  - 2006年11月に大分でロケ。このテレビ取材が生涯最後の仕事となった。

### CM
- モービル石油（現：ENEOS） - 杉山登志制作。ガス欠になったクラシックカーを相棒（木村俊士）と一緒に手で押すCMでのんびり行こうよが流行語に。
- ひよ子 - 福岡県の銘菓。
- アメリカンファミリー生命保険会社
- づぼらや
- 湖池屋「湖池屋ポテトチップス」

## 著作
- 『ロサンゼルスで暮らす方法』 （経済界、1984年）　ISBN 9784766700848
- 『食わずに死ねるか!』 （実業之日本社、2002年）　ISBN 9784408321356
  - 芸能生活35年記念出版。鈴木の芸能生活の集大成とも言える「食」エッセイ。
- 『余命三カ月のラブレター』 （幻冬舎文庫、2009年）　ISBN 9784344013254
  - 死後出版。亡くなる1週間前に語ったラストメッセージ。